# Erhard Ringer
Erhard Ringer (* 10. April 1960 in Kitzbühel, Tirol; † 2. April 2019 in Wien) war ein österreichischer Grafik-Designer und Herausgeber.
Nach einer Ausbildung zum Elektrotechniker und dem Wehrdienst arbeitete er von 1980 bis 1990 als Fernmeldeausbilder an einer Militärakademie. Er war mehrfach als Blauhelmsoldat unter anderem auf den Golanhöhen eingesetzt. 1991 bis 1992 machte er eine Weiterbildung im EDV-Bereich und arbeitete seit 1993 als Grafik-Designer und Grafiker, von 1994 bis 2000 und seit 2004 als Freiberufler, unter anderem für den Piper Verlag und den Heyne Verlag.
Bekannt wurde Ringer unter Lesern von Science-Fiction- und Fantasy-Literatur durch Grafiken, insbesondere Landkarten fiktiver Gebiete, Länder und Welten, darunter Magira, Erdsee, Pern und Dune.
Unter anderem erstellte er Karten für Werke von Alan Burt Akers, Leigh Brackett, C. J. Cherryh, L. Sprague de Camp, Stephen R. Donaldson, Arthur Conan Doyle, David Eddings, William R. Forstchen, Elizabeth Haydon, Frank Herbert, Wolfgang Hohlbein, Robert E. Howard, Wolfgang Jeschke, Robert Jordan, Tanith Lee, Ursula K. Le Guin, Fritz Leiber, C. S. Lewis, Anne McCaffrey, Michael Moorcock, John Norman, Michael A. Stackpole, Jack Vance und Hugh Walker.
Zusammen mit Hermann Urbanek gab er in den 1980ern zwei Bände mit Fantasy-Erzählungen heraus, 1992 schrieb er Das Conan-Universum, wo er, auch unter Einbeziehung der Comics den fiktiven Lebensweg von Conan dem Cimmerier mit zahlreichen Detailkarten nachzeichnete.
Ringer starb am 2. April 2019 in Wien an Krebs.

## Bibliographie

### Als Herausgeber
- (mit Hermann Urbanek) Ashtaru der Schreckliche, Fantasy-Erzählungen, Heyne 1982, ISBN 3-4533-0833-6
- (mit Hermann Urbanek) Die Götter von Pegana, Fantasy-Erzählungen, Heyne 1986, ISBN 3-4533-1040-3

### Als Autor
- Das Conan-Universum, Heyne 1992, ISBN 3-4530-5859-3